# Höfn
Höfn nebo Höfn í Hornafirði (v překladu znamená přístav) je rybářské městečko na jihovýchodním pobřeží Islandu. Ve městě žije přibližně 2 400 obyvatel.

## Poloha
Městečko Höfn se nachází na úpatí ledovce Vatnajökull, 17,5 km jihovýchodně od ledovcového jazyka Fláajökull a asi 30 km od okraje vlastního ledovce Vatnajökull, na mysu mezi Hornafjörðurem a Skarðsfjörðurem. Höfn je jediným městem na Islandu, které leží v těsné blízkosti splavného ústí řeky.

## Historie
V letech 1861 až 1897 existovala v ústí laguny Papafjörður asi 15 km severovýchodně od dnešního Höfnu obchodní stanice Papós. Stanici v roce 1897 nahradilo město Höfn založené obchodníkem Ottó Tuliníusem, jehož jméno je s historií Höfnu neodmyslitelně spjato. V roce 1946 měl Höfn 300 obyvatel. Po výstavbě mostu přes fjord Hornafjörður, který byl v době svého otevření v roce 1961 s délkou 255 m druhým nejdelším mostem na Islandu, se město stalo dostupnějším a zažilo hospodářský rozmach. Dne 31. prosince 1988 byla Höfnu udělena městská práva a v roce 1989 měl Höfn 1 647 obyvatel. Dne 12. července 1994 byly Höfn a venkovská obec Nesjahreppur sjednoceny pod názvem Hornafjarðarbær. Dne 6. června 1998 se Hornafjarðarbær, Bæjarhreppur, Borgarhafnarhreppur a Hofshreppur spojily pod názvem Sveitarfélagið Hornafjörður. 

## Transport
Höfn je dobře dostupný po silnici Hringvegur, která obkružuje Island. Vzdálenost do Reykjavíku je 455 km. V minulosti se v drsných zimních měsících často stávalo, že silnice východně od Höfnu byla kvůli pravidelnému sněžení zablokovaná, což ztěžovalo komunikaci a přístup. Pro vyřešení tohoto problému byl vybudován nový tunel s názvem Almannaskarðsgöng, který byl otevřen v roce 2005. Tunel je dlouhý přesně 1 312 metrů (i když značka zaokrouhluje na 1 300). Höfn je jedním z mála přístavů v jižní části Islandu, ve kterém je třeba se pohybovat opatrně kvůli měnící se struktuře mělčin. Aby lodě mohly bezpečně kotvit je bagrování nezbytnou podmínkou pro odstranění písku nahromaděného v blízkosti přístavu. Vstupní kanál do přístavu Höfn má minimální hloubku 6–7 metrů. Hloubka u samotného vjezdu je však 7-8 metrů. Uvádí se, že přístav v Höfnu v obdobích extrémně chladného počasí zamrzá.
Z letiště Höfn provozuje vnitrostátní lety do Reykjavíku letecká společnost Eagle Airways. Město je hlavním střediskem návštěvníků ledovce Vatnajökull.
Höfn leží na konci silnice 99, která opouští islandskou státní silnici Hringvegur několik kilometrů severně od města.